# Nikotinamidadenindinukleotidfosfát

Oxidovaná forma NADP^{+}

Nikotinamidadenindinukleotidfosfát (NADP) je koenzym skládající se z nikotinamidu, adeninu, dvou molekul ribózy a dvou fosfátů, jež jsou navzájem propojeny jako nukleotidy (adenosindifosfát, na nějž je navázána ribóza a za ní nikotinamid). Jeden nukleotid obsahuje bázi adenin a druhý nikotinamid. Na druhý uhlík ribózy v adenosinu je navázána fosfátová skupina. NADP je součástí metabolismu živých organismů. Hlavním zdrojem redukovaného NADPH je v živočišných a houbových buňkách pentózofosfátový cyklus, v rostlinných buňkách je to světelná fáze fotosyntézy.
Nikotinamid (pyridinový kruh) je oxidován nebo redukován, čímž dusík získává nebo ztrácí svůj kladný náboj. NADP tak existuje ve dvou formách - oxidovaná NADP+ a redukovaná forma NADPH. Přeměnu NADP+ na NADPH lze popsat energetickou reakcí:
NADP+ + H+ + 2e− → NADPH E˚' = −0,320 V
NADPH má velmi podobnou strukturu jako NADH, neboť je jeho fosforylovaným analogem. Na rozdíl od NADH, který je převážně využíván k zisku a uchování energie v podobě ATP, NADPH se uplatňuje při reakcích, které energii spotřebovávají. Figuruje převážně v anabolických biosyntetických drahách (například syntéza mastných kyselin, steroidních látek, glukózy v temnostní fázi fotosyntézy).
Koenzym NADP byl objeven v roce 1931 Otto Warburgem. Úplná struktura NAD a NADP pak byla objasněna v roce 1935. Ve starší literatuře až do počátku roku 1960 byl NADP uváděn pod názvem trifosfopyridin nukleotid (zkráceně TPN) nebo pod názvy kódhydráza II, kodehydrogenáza II nebo koenzym II.

## Struktura NADP

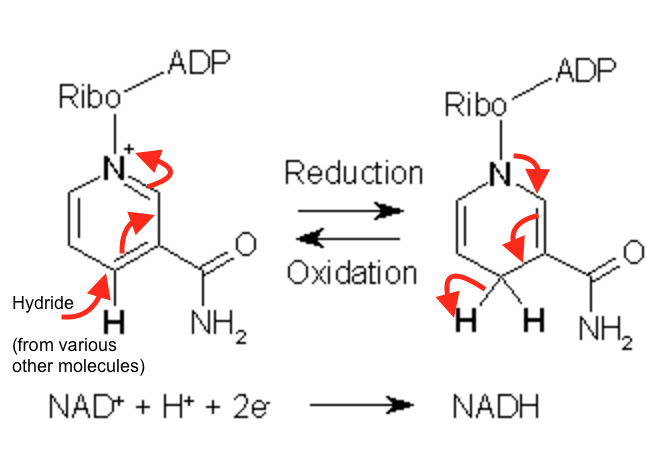
Aktivní nikotinamidová skupina v molekule NAD^{+} prochází oxidací a redukcí v mnoha metabolických drahách.

NADP se nazývá dinukleotid stejně jako NAD, protože se skládá ze dvou nukleotidů spojených přes jejich fosfátové skupiny. Jeden nukleotid obsahuje bázi adenin a druhý nikotinamid. Strukturně se tyto dva koenzymy liší pouze v tom, že u NADP je na třetí uhlík ribózy v adenosinu navázána fosfátová skupina.
NADP existuje ve dvou formách: oxidovaná a redukovaná forma, zkráceně NADP+ a NADPH (H pro vodík). Tyto dvě formy jsou způsobené aktivní nikotinamidovou skupinou, která prochází oxidací a redukcí v mnoha metabolických drahách.

Přítomnost fosfátové skupiny u NADP není pro přenos vodíku a elektronů podstatná, protože je skupina prostorově příliš vzdálená od místa, kde dochází k vazbě protonu a obou elektronů (pyridinové jádro). Ovšem negativně se chovající fosfátová skupina způsobuje jiné prostorové uspořádání celé molekuly NADP, a proto se NAD a NADP vážou k rozdílným skupinám enzymů.

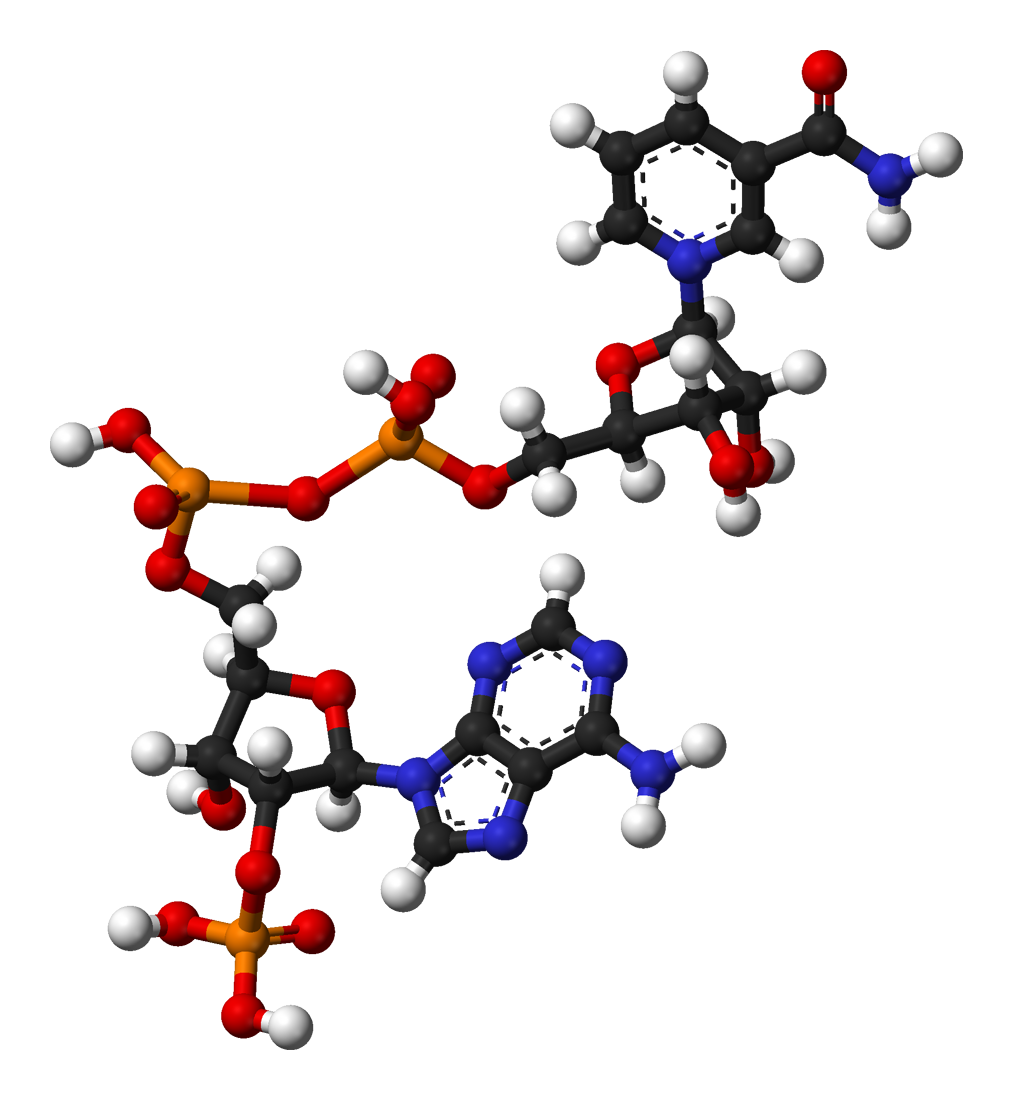
NADP+
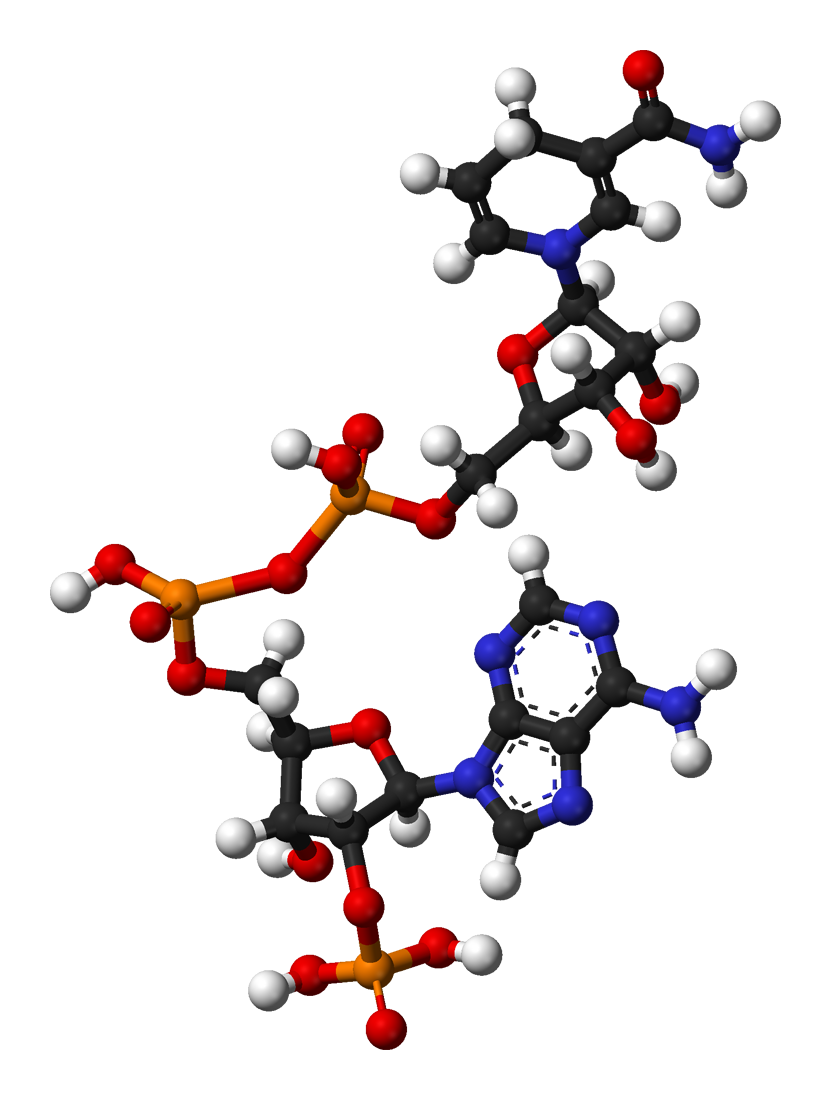
NADPH

## Vztah NAD a NADP
NAD a NADP jsou strukturálně dva velmi podobné koenzymy, které se liší pouze navázáním fosfátové skupiny a třetím uhlíku ribózy v adenosinu. Je tedy otázkou, proč buňka využívá pro přenos elektronů a vodíku (protonů) dvě různé sloučeniny. Je to proto, že tak nezávisle reguluje dvě odlišné reakce tohoto přenosu:
- NADH je koenzym přenášející elektrony a protony při reakcích, které energii uvolňují a ukládají do vysoce energetických molekul ATP. Jsou to především katabolické reakce, tedy biologický rozklad (oxidace) molekul z potravy.
- NADPH je koenzym přenášející elektrony a protony při reakcích, které energii spotřebovávají. Jsou to především anabolické reakce, tedy biosyntéza (redukce) energeticky bohatých molekul.

Tvorba NADH z NAD+ a NADPH z NADP+ probíhá různými cestami, které jsou nezávisle regulovány a tak může buňka nastavit dodávání elektronů pro obě sloučeniny. Jinými slovy, buňka si je schopna v případě nutnosti vyrobit NADH z NADPH, tedy upřednostnit systém získávání ATP (uložení energie) v dýchacím řetězci před biosyntézou (spotřeba energie).

## Biosyntéza NADP
NADP+ je syntetizován stejně jako NAD+ dvěma metabolickými cestami:
- cesty de novo z aminokyselin (tryptofanu nebo kyseliny asparagové) na NAD+.
- záchranné cesty recyklací jednotlivých složek (například nikotinamid) zpět na NAD+. Záchranné cesty používají tři prekurzory pro NAD+.

### Cesty De novo
Většina organismů syntetizuje NAD+ z jednoduchých složek. Specifický soubor reakcí se mezi organismy liší, ale společným rysem je tvorba kyseliny chinolinové z aminokyseliny – buď tryptofanu (Trp) u zvířat a některých bakterií nebo kyseliny asparagové (Asp) u některých bakterií a rostlin.

### Záchranné cesty

Tři prekurzory pro záchranné cesty NAD^{+}.

Záchranné cesty jsou nezbytné především kvůli nedostatek nikotinamidu (vitamínu B3 - niacinu) ve stravě, který způsobuje onemocnění pellagra. Hlavním zdrojem NAD+ u savců jsou tak záchranné cesty, které recyklují nikotinamid produkovaný enzymy využívajícími NAD+.  
V záchranných metabolických cestách jsou využívány tři prekurzory vitamínů, kterými jsou kyselina nikotinová (NA), nikotinamid (Nam) a nikotinamid ribosid (NR). Tyto sloučeniny mohou být převzaty ze stravy, ale při jejich nedostatku jsou produkovány v buňkách trávením buněčného NAD+. Některé enzymy zapojené do těchto záchranných cest jsou koncentrovány v buněčném jádře. Některé savčí buňky mohou přijímat nikotinamid absorpcí ze střeva.

## Funkce NADP
- NADP se využívá jako koenzym pro anabolické dráhy životně důležitých sloučenin. Je to například syntéza cholesterolu, steroidů, kyseliny askorbové, xylitolu, cytosolových mastných kyselin a dalších sloučenin.
- NADP je také zodpovědný za generování volných radikálů v imunitních buňkách pomocí NADPH oxidázy. Tyto radikály se používají k ničení patogenů v procesu nazývaném respirační výbuch.
- NADP je zdrojem redukčních ekvivalentů pro hydroxylaci aromatických sloučenin, steroidů, alkoholů a léčiv cytochrom P450.
- Redukční kapacita NADPH může být převedena na glutathion.